# Kaszkakowo
Kaszkakowo (ros. Кашкаково) – wieś (dieriewnia) w Rosji, w Baszkortostanie, w rejonie tatyszlińskim. W 2021 liczyła 431 mieszkańców.